# 桜田儀三郎
桜田 儀三郎（櫻田 儀三郎、さくらだ ぎさぶろう、生没年不詳）は、日本の会社役員、資産家、政治家。京都府紀伊郡柳原町長。

## 経歴
金融業を営む。公同衛生幹事長、学務委員長、崇仁南北青年団顧問、家主組合長等の職を帯びる。また西浜倉庫取締役・同監査役をつとめる。

## 人物
寺田蘇人著『部落の人豪』に京都市の部落有力者・人豪富豪として櫻田儀三郎の名前が挙げられている。同書によると桜田は「柳原部落に於ける唯一の声望家である」という。住所は京都市下京区東七条西之町。